# China op de Olympische Winterspelen 2002
Tijdens de Olympische Winterspelen van 2002 die in Salt Lake City werden gehouden nam China voor de zevende keer deel aan de Winterspelen.
China eindigde op de dertiende plaats in het medailleklassement met twee gouden, twee zilveren en vier bronzen medailles die bij het kunstschaatsen en shorttrack werden veroverd.

## Medailleoverzicht
| Sport       | Olympiër                                           | Discipline           | Medaille |
| ----------- | -------------------------------------------------- | -------------------- | -------- |
| Shorttrack  | Yang Yang (A)                                      | 500 m (v)            | Goud     |
| Shorttrack  | Yang Yang (A)                                      | 1000 m (v)           | Goud     |
| Shorttrack  | Li JiaJun                                          | 1500 m (m)           | Zilver   |
| Shorttrack  | Sun Dandan Wang Chunlu Yang Yang (A) Yang Yang (S) | 3000 m aflossing (v) | Zilver   |
| Shorttrack  | Wang Chunlu                                        | 500 m (v)            | Brons    |
| Shorttrack  | Yang Yang (S)                                      | 1000 m (v)           | Brons    |
| Shorttrack  | Li JiaJun Feng Kai Guo Wei Li Ye An Yulong         | 5000 m aflossing (m) | Brons    |
| Kunstrijden | Shen Xue Zhao Hongbo                               | paarrijden           | Brons    |

## Deelnemers en resultaten
(m) = mannen, (v) = vrouwen 

### Biatlon
| Olympiër                                           | Discipline                | Resultaat | Prestatie |
| -------------------------------------------------- | ------------------------- | --------- | --- |
| Zhang Qing                                         | 10 km sprint (m)          | 56e       | 27.45,3 (+2.54,0) pen.: 1 (1 + 0) |
| Zhang Qing                                         | 12,5 km achtervolging (m) | 53e       | +6.36,5 pen.: 5 (0 + 3 + 1 + 1) |
| Zhang Qing                                         | 20 km (m)                 | 59e       | 58.13,9 (+7.10,6) pen.: 4 (2 + 0 + 0 + 2) |
|                                                    |                           |           | |
| Kong Yingchao                                      | 7,5 km sprint (v)         | 56e       | 24.30,2 (+3.48,8) pen.: 3 (2 + 1) |
| Kong Yingchao                                      | 10 km achtervolging (v)   | dns       | niet gestart |
| Kong Yingchao                                      | 15 km (v)                 | 44e       | 53.38,0 (+6.08,9) pen.: 2 (1 + 0 + 0 + 1) |
| Liu Xianying                                       | 7,5 km sprint (v)         | 42e       | 23.18,9 (+2.37,5) pen.: 1 (1 + 0) |
| Liu Xianying                                       | 10 km achtervolging (v)   | dns       | niet gestart |
| Liu Xianying                                       | 15 km (v)                 | 17e       | 50.09,4 (+2.40,3) pen.: 0 (0 + 0 + 0 + 0) |
| Sun Ribo                                           | 7,5 km sprint (v)         | 57e       | 24.32,4 (+3.51,0) pen.: 3 (2 + 1) |
| Sun Ribo                                           | 10 km achtervolging (v)   | dns       | niet gestart |
| Sun Ribo                                           | 15 km (v)                 | 15e       | 50.04,7 (+2.35,6) pen.: 1 (0 + 1 + 0 + 0) |
| Yu Shumei                                          | 7,5 km sprint (v)         | 20e       | 22.29,9 (+1.48,5) pen.: 1 (1 + 0) |
| Yu Shumei                                          | 10 km achtervolging (v)   | 44e       | +5.54,9 pen.: 6 (1 + 2 + 3 + 0) |
| Yu Shumei                                          | 15 km (v)                 | 46e       | 53.43,0 (+6.13,9) pen.: 5 (1 + 2 + 0 + 2) |
| Team Yu Shumei Sun Ribo Liu Xianying Kong Yingchao | 4x7,5 km estafette (v)    | 13e       | 1:34.45,6 (+6.50,6) pen.: 0-9 22.31,9 pen.: 0-3 (0-3 + 0-0) 24.02,4 pen.: 0-3 (0-1 + 0-2) 23.57,3 pen.: 0-2 (0-2 + 0-0) 24.14,0 pen.: 0-1 (0-0 + 0-1) |

### Freestyleskiën
| Olympiër     | Discipline  | Resultaat | Prestatie                           |
| ------------ | ----------- | --------- | ----------------------------------- |
| Qiu Sen      | aerials (m) | 18e       | dnq (kwalificatie: 187,42 p.)       |
| Ou Xiaotao   | aerials (m) | 19e       | dnq (kwalificatie: 175,01 p.)       |
| Han Xiaopeng | aerials (m) | 24e       | dnq (kwalificatie: 144,91 p.)       |
| Li Nina      | aerials (v) | 5e        | 185,23 p. (kwalificatie: 181,30 p.) |
| Xu Nannan    | aerials (v) | 12e       | 135,96 p. (kwalificatie: 160,64 p.) |
| Wang Jiao    | aerials (v) | 18e       | dnq (kwalificatie: 136,77 p.)       |
| Guo Xinxin   | aerials (v) | 19e       | dnq (kwalificatie: 130,31 p.)       |

### Kunstrijden
| Olympiër                 | Discipline | Resultaat | Prestatie                                                 |
| ------------------------ | ---------- | --------- | --------------------------------------------------------- |
| Li Chengjiang            | mannen     | 9e        | 12,0 p. (korte kür: 6 - lange kür: 9)                     |
| Zhang Min                | mannen     | 16e       | 24,5 p. (korte kür: 19 - lange kür: 15)                   |
| Li Yunfei                | mannen     | 20e       | 30,0 p. (korte kür: 14 - lange kür: 23)                   |
| Shen Xue Zhao Hongbo     | paarrijden | Brons     | 4,5 p. (korte kür: 3 - lange kür: 3)                      |
| Pang Qing Tong Jian      | paarrijden | 9e        | 14,0 p. (korte kür: 10 - lange kür: 9)                    |
| Zhang Dan Zhang Hao      | paarrijden | 11e       | 16,5 p. (korte kür: 9 - lange kür: 12)                    |
| Zhang Weina Cao Xianming | ijsdansen  | 22e       | 44,0 p. (verpl.1: 23 - verpl.2: 23 - org.: 23 - vrij: 21) |

### Langlaufen
| Olympiër       | Discipline                       | Resultaat | Prestatie                                                       |
| -------------- | -------------------------------- | --------- | --------------------------------------------------------------- |
| Han Dawei      | sprint (m)                       | 51e       | dnq, kwal.:3.07,00 (+16,93)                                     |
| Han Dawei      | 15 km klassiek (m)               | 56e       | 42.34,5 (+5.27,1)                                               |
| Han Dawei      | 30 km vrije stijl massastart (m) | 65e       | 1:25.42,4 (+14.11,4)                                            |
| Han Dawei      | 50 km klassiek (m)               | 54e       | 2:44.50,0 (+38.29,2)                                            |
| Han Dawei      | achtervolging 10 km+10 km (m)    | 67e       | niet geplaatst vrije stijl (klassiek:30.15,7 + vrije stijl:dnq) |
|                |                                  |           |                                                                 |
| Hou Yuxia      | sprint (v)                       | 40e       | dnq, kwal.:3.28,71 (+15,95)                                     |
| Hou Yuxia      | 10 km klassiek (v)               | 44e       | 31.30,6 (+3.25,0)                                               |
| Hou Yuxia      | 15 km vrije stijl massastart (v) | 47e       | 45.42,2 (+5.47,8)                                               |
| Hou Yuxia      | 30 km klassiek (v)               | 42e       | 1:49.45,8 (+18.48,7)                                            |
| Hou Yuxia      | achtervolging 5 km+5 km (v)      | 44e       | +1.59,4 (klassiek:14.26,3 + vrije stijl:12.43,3)                |
| Luan Zhengrong | sprint (v)                       | 50e       | dnq, kwal.:3.35,21 (+22,45)                                     |
| Luan Zhengrong | 10 km klassiek (v)               | 50e       | 32.35,3 (+4.29,7)                                               |
| Luan Zhengrong | 15 km vrije stijl massastart (v) | 52e       | 47.43,7 (+7.49,3)                                               |
| Luan Zhengrong | 30 km klassiek (v)               | 41e       | 1:49.37,7 (+18.40,6)                                            |
| Luan Zhengrong | achtervolging 5 km+5 km (v)      | 65e       | niet geplaatst vrije stijl (klassiek:15.40,6 + vrije stijl:dnq) |

### Schaatsen
| Olympiër      | Discipline | Resultaat | Prestatie                          |
| ------------- | ---------- | --------- | ---------------------------------- |
| Li Yu         | 500 m (m)  | 21e       | 1.10,97 (+1,74) — 35,62+35,35      |
| Li Yu         | 1000 m (m) | 35e       | 1.10,78 (+3,60)                    |
| Liu Guangbin  | 1500 m (m) | 46e       | 1.52,01 (+8,06)                    |
| Ma Yongbin    | 1500 m (m) | 45e       | 1.51,81 (+7,86)                    |
| Yu Fengtong   | 500 m (m)  | 34e       | 1.57,41 (+48,18) — 1.22,11+35,30   |
| Yu Fengtong   | 1000 m (m) | 40e       | 1.12,07 (+4,89)                    |
|               |            |           |                                    |
| Gao Yang      | 1500 m (v) | 19e       | 1.59,51 (+5,49)                    |
| Gao Yang      | 3000 m (v) | 20e       | 4.12,39 (+14,69)                   |
| Jin Hua       | 500 m (v)  | 23e       | 1.18,26 (+3,51) — 39,06+39,20      |
| Jin Hua       | 1000 m (v) | 25e       | 1.17,35 (+3,52)                    |
| Song Li       | 1000 m (v) | 22e       | 1.16,71 (+2,88)                    |
| Song Li       | 1500 m (v) | 15e       | 1.58,31 (+4,29)                    |
| Wang Manli    | 500 m (v)  | 13e       | 1.16,62 (+1,87) — 38,20+38,42      |
| Wang Manli    | 1000 m (v) | 26e       | 1.17,37 (+3,54)                    |
| Xing Aihua    | 500 m (v)  | 30e       | 2.24,36 (+1.09,61) — 1.44,62+39,74 |
| Yang Chunyuan | 500 m (v)  | 24e       | 1.18,63 (+3,88) — 39,56+39,07      |
| You Yanchun   | 1000 m (v) | 30e       | 1.18,74 (+4,91)                    |
| Zhang Xiaolei | 1500 m (v) | 28e       | 2.01,23 (+7,21)                    |
| Zhang Xiaolei | 3000 m (v) | 23e       | 4.16,53 (+18,83)                   |

### Shorttrack
| Olympiër                                           | Discipline           | Resultaat | Prestatie                                                                              |
| -------------------------------------------------- | -------------------- | --------- | -------------------------------------------------------------------------------------- |
| Feng Kai                                           | 500 m (m)            | 4e        | Finale: 42,112, hf 2 (2e): 42,266, kf 4 (2e): 42,820, vr 6 (1e): 43,084                |
| Feng Kai                                           | 1000 m (m)           | 10e       | dnq, kf 1 (3e): 1.28,424, vr 3 (1e): 1.32,554                                          |
| Guo Wei                                            | 1500 m (m)           | 7e        | B-finale: 2.27,376, hf 2 (3e): 2.25,321, vr 5 (1e): 2.18,846                           |
| Li JiaJun                                          | 500 m (m)            | 10e       | dnq, kf 3 (3e): 1.04,514, vr 1 (1e): 43,690                                            |
| Li JiaJun                                          | 1000 m (m)           | 8e        | Finale: diskwalificatie, hf 1 (2e): 1.30,592, kf 4 (2e): 1.27,467, vr 8 (2e): 1.30,447 |
| Li JiaJun                                          | 1500 m (m)           | Zilver    | Finale: 2.18,731, hf 3 (1e): 2.19,877, vr 3 (2e): 2.25,347                             |
| Li JiaJun Feng Kai Guo Wei Li Ye An Yulong         | 5000 m aflossing (m) | Brons     | Finale: 6.59,633, hf 1 (2e): 6.46,625                                                  |
|                                                    |                      |           |                                                                                        |
| Wang Chunlu                                        | 500 m (v)            | Brons     | Finale: 44,272, hf 2 (2e): 44,734, kf 1 (1e): 44,739, vr 3 (1e): 44,723                |
| Yang Yang (A)                                      | 500 m (v)            | Goud      | Finale: 44,187, hf 1 (1e): 44,118, kf 2 (1e): 44,810, vr 1 (1e): 45,042                |
| Yang Yang (A)                                      | 1000 m (v)           | Goud      | Finale: 1.36,391, hf 1 (2e): 1.38,037, kf 1 (1e): 1.31,235, vr 5 (1e): 1.37,039        |
| Yang Yang (A)                                      | 1500 m (v)           | 4e        | Finale: 2.31,791, hf 2 (2e): 2.21,690, vr 4 (2e): 2.29,578                             |
| Yang Yang (S)                                      | 1000 m (v)           | Brons     | Finale: 1.37,008, hf 2 (1e): 1.35,072, kf 4 (1e): 1.33,561, vr 1 (1e): 1.40,632        |
| Yang Yang (S)                                      | 1500 m (v)           | 12e       | Finale: diskwalificatie, hf 3 (1e): 2.32,315, vr 1 (1e): 2.26,943                      |
| Sun Dandan Wang Chunlu Yang Yang (A) Yang Yang (S) | 3000 m aflossing (v) | Zilver    | Finale: 4.13,326, hf 1 (1e): 4.15,931                                                  |

### IJshockey
| Olympiër | Discipline | Resultaat | Prestatie |
| --- | ---------- | --------- | --- |
| Chen Jing Dai Qiuwa Guan Weinan Guo Hong Hu Chunrong Jin Fengling Li Xuan Liu Hongmei Liu Yanhui Lu Yan Ma Xiaojun Sang Hong Shen Tiantian Sun Rui Wang Linuo Wang Ying Xu Lei Yang Xiuqing Zhang Jing | vrouwen    | 7e        | Voorronde groep B: 0- 4 China - Finland 1-12 China - Verenigde Staten 5- 5 China - Duitsland Wedstrijd om 5e t/m 8e plaats: 1- 4 China - Rusland Wedstrijd om de 7e plaats: 2- 1 China - Kazachstan |

Amerikaanse Maagdeneilanden · Andorra · Argentinië · Armenië · Australië · Azerbeidzjan · België · Bermuda · Bosnië en Herzegovina · Brazilië · Bulgarije · Canada · Chili · China · Chinees Taipei · Costa Rica · Cyprus · Denemarken · Duitsland · Estland · Fiji · Finland · Frankrijk · Georgië · Griekenland · Groot-Brittannië · Hongarije · Hongkong · Ierland · IJsland · India · Iran · Israël · Italië · Jamaica · Japan · Joegoslavië · Kameroen · Kazachstan · Kenia · Kirgizië · Kroatië · Letland · Libanon · Liechtenstein · Litouwen · Macedonië · Mexico · Moldavië · Monaco · Mongolië · Nederland · Nepal · Nieuw-Zeeland · Noorwegen · Oekraïne · Oezbekistan · Oostenrijk · Polen · Roemenië · Rusland · San Marino · Slovenië · Slowakije · Spanje · Tadzjikistan · Thailand · Trinidad en Tobago · Tsjechië · Turkije · Venezuela · Verenigde Staten · Wit-Rusland · Zuid-Afrika · Zuid-Korea · Zweden · Zwitserland

Uitgesloten van deelname: Puerto Rico